# Prstýnkáři
Prstýnkáři byl neoficiální název příslušníků odbojové skupiny Všeobecné národní hnutí (někdy též nazývané Národní odboj či Domácí odboj) za protektorátu. Jejich poznávacím znamením byl prstýnek s vyraženou hvězdou. Ilegální skupina vznikla z členů Svazu rotmistrů a poddůstojníků poté, co byla nacisty tato organizace rozpuštěna. V čele prstýnkářů stáli rotmistr Antonín Svatoš.  a František Rožánek.

## Ilegální činnost
Prstýnkáři pomáhali ukrývat osoby hledané gestapem, vydávali letáky, distribuovali ilegální časopisy, organizovali sabotážní akce malého rozsahu.  Dále shromažďovali také zbraně a rovněž soustřeďovali finanční prostředky na podporu rodin a příbuzných zatčených nebo jinak perzekvovaných spoluobčanů.

## Volavčí síť
Do jejich sítě byl gestapem nasazen konfident , bývalý rotmistr československé armády Antonín Nerad. Udával Němcům konspirativní byty, chystané akce i jména a adresy odbojářů, zapojených do odbojové činnosti. Podle některých pramenů to byl právě Antonín Nerad, kdo prozradil schůzku podplukovníka Josefa Balabána v dejvické lekárně dne 22. dubna 1941 a umožnil tak (po krátké přestřelce) jeho dopadení a zatčení.

## Prstýnkáři ve východních Čechách
Prstýnkáři působili kromě Prahy po celém tehdejším území protektorátu. V kolínské organizaci Domácí odboj to byl např. archeolog MUDr. František Dvořák, přítel Otakara Moravce.

## Poválečný soud
V roce 1947 byli Antonín Nerad a Antonín Svatoš souzeni jako konfidenti gestapa. (Nerada označil jako konfidenta již v roce 1942 ve svém motáku plk. Josef Churavý.) Antonín Nerad byl odsouzen k trestu smrti a popraven.